# 長島瑞穂 (タレント)
長島 瑞穂（ながしま みずほ、1995年9月14日 - ）は、日本のタレントであり、HOP CLUBのメンバーである。
大阪府出身。元ホリプロ大阪所属。

## 略歴
2008年11月24日、HOP CLUB新メンバーオーディションで久保陽香とともに合格。同年12月のXmasイベントでファンに紹介され、翌2009年3月21日に行われたHOP CLUB CD「夢見る青春」リリースイベントで正式にデビュー。
2009年4月から2010年3月まで、NHK大阪のテレビ番組「あほやねん!すきやねん!」木曜日に7人組の女性アイドル予備軍（出演期間中にユニット名は「7's Style」に決定）としてレギュラー出演し、様々な活動を行った。
2012年4月末でホリプロ大阪を退所した。

## 人物
- 「あほやねん!すきやねん!」では、同番組の司会で2009年のR-1チャンピオンでもある中山功太とも渡り合った。
- HOP CLUBのイベントでは毎回、先輩でありR-1でも実績を残している滝口ミラを、ばっさりと斬るお約束がある。
- 2010年9月、週刊ヤングジャンプと週刊プレイボーイ共催の『グラビアJAPAN』オーディションに出場するも受賞はならなかった。
- 「アイドルの穴2014～日テレジェニックを探せ！」の候補生だったが2014年4月20日放送の冒頭で辞退すると発表された。

## 作品

### 映像作品
- Pure smile（2010年6月25日、竹書房）
- I my みぃ（2010年1月、ラインコミュニケーションズ）
- 卒業。また会えるよね（2011年3月26日、晋遊舎）

## 出演

### バラエティ
- あほやねん!すきやねん!（2009年4月 - 2010年3月、NHK大阪） - 木曜日レギュラー、7's Styleの一員として。
- ホップクLOVE2（2010年10月 - 、エンタ!371・Pigoo HD）

### CM
- 研伸館
  - 夢をつかむ編（2010年3月）
  - 君を伸ばす編（2010年6月 - ）
- ACジャパン　「ありがとうあしながさん」あしなが育英会支援キャンペーン（2010年7月 - 2011年6月）

### ラジオ
- アメリカ村アイドル（2008年1月11日、アメリカ村TV）[3]

### 舞台
- PU-PU-JUICE公演『汚れたアヒル』（2012年3月15日 - 25日、SPACE107） - 楓 役

### ミュージカル
- らき☆すた≒おん☆すて（2012年9月20日 - 30日、シアターGロッソ） - 小神あきら 役

### オリジナルビデオ
- ミレニアム・バンブー 少女陰陽師 妖刀暗鬼伝（2012年1月4日、ケー・シー・ワークス） - 竹中稚玖 役